# Joe Cocker
Joe Cocker, teljes nevén John Robert Cocker (Sheffield, 1944. május 20. – Colorado, USA, 2014. december 22.) Grammy-díjas angol blues- és rockénekes. Jellegzetesen rekedtes, mély hangon énekelt, sikereit olyan slágereknek köszönhette, mint a You Are So Beautiful, az Up Where We Belong, az Unchain My Heart és a You Can Leave Your Hat On című dalok.

## Élete
Életpályája kezdetén szegény munkásgyerek volt: lakatosként, gázszerelőként, benzinkutasként dolgozott. Ekkoriban Ray Charles volt a kedvence. Első együttesében, a Cavaliersben Vance Arnold művésznéven próbálkozott. Amikor 1968-ban felfedezte a Procol Harum együttes menedzsere, első lemezén olyan nagyságokkal szerepelt együtt, mint Jimmy Page és John Paul Jones, akik később a Led Zeppelin együttessel lettek világhírűek. Részt vett a Woodstocki fesztiválon és a Beatles együttes A Little Help from My Friends című dalának 7 perces változatával világszerte ismertté vált.
Bár ezután szinte évenként jelentkezett egy-egy nagylemezzel, az 1970-es években nem tudta megismételni korábbi sikereit – ivott és kábítószert fogyasztott. Csak 1983-ban „jött fel” ismét, mégpedig az Egy tiszt és egy úriember című film betétdalával (Up Where We Belong), amelyet Jennifer Warnesszal együtt adott elő. Ezután Ray Charles klasszikus, Unchain My Heart című dalával aratott sikert. 1986-ban ismét filmdal következett: a bluesos hangvételű You Can Leave Your Hat On a 9 és 1/2 hét című filmben, melyben Kim Basinger „vetkőzőszáma” alatt hallható. Az 1990-es években ismét újítani tudott – igaz, mások (például John Lennon, Paul McCartney vagy a U2) slágereit adta elő. Gyakran koncertezett, ott volt például a berlini fal ledőltét ünneplő hangversenyen. 2005-ben Brassóban lépett fel, az Aranyszarvas Fesztivál nyitókoncertjén. Sikerei jellegzetes rekedtes, mély hangján és egyszerű, szuggesztív előadói stílusán alapultak.
Többször fellépett Magyarországon is. Először 1989 október 22.-én a Budapest Sportcsarnokban, majd 1992. március 13-án ismételten a Budapest Sportcsarnokban. Utána 1998 júniusában a Kisstadionban, négy évvel később a Kapcsolat koncerten, 2005 májusában a Sportarénában, 2007 novemberében a debreceni Főnix Csarnokban, végül 2011-ben Budapesten a Hard Knocks című stúdióalbumát mutatta be európai turnéja keretében. Halálát tüdőrák okozta.

## Lemezei

### Kislemezei
- With A Little Help From My Friends (1968)
- Up Where We Belong (Jennifer Warnesszal, 1982)

### Nagylemezei
| - With A Little Help From My Friends (1969) - Joe Cocker! (1969) - Mad Dogs & Englishmen (1970) - Cocker Happy (1971) - Something to Say (1973) - I Can Stand A Little Rain (1974) - Jamaica Say You Will (1975) - Stingray (1976) - Live in L.A. (1976) - Luxury You Can Afford (1978) - Circles In The Stream (1978) - Sheffiled Steel (1982) - Civilised Man (1984) - Cocker (1986) - Unchain My Heart (1987) | - One Night Of Sin (1989) - Joe Cocker Live (1990) - Night Calls (1990) - The Legend – The Essential Collection (1992) - Best Of Joe Cocker (1993) - Have A Little Faith (1994) - Organic (1996) - Across From Midnight (1998) - Greatest Hits (1998) - No Ordinary World (1999) - Respect Yourself (2002) - Ultimate Collection (2004) - Heart&Soul (2004) - Hymn for my Soul (2007) - Touched (2007) - Hard Knocks (2010) - Fire It Up (2012) |  |

## Filmzenék
| - Woodstock (1970) - Modern románc (1981) - Garni-zóna (1982) - Tanárok (1984) - Miami Vice (1985-1988) - 9 és fél hét (1986) - Vadmacskák (1986) - Óriásláb és Hendersonék (1987) - Baseball bikák (1988) - A Simpson család (1990-1994) - Bír-lak (1991) - Halálforgás (1992) - Több mint testőr (1992) - Benny és Joon (1993) - Beavis és Butt-Head (1993) - A szerelem hullámhosszán (1993) - Carlito útja (1993) - Jóbarátok (1996) | - Ilyen a boksz (1999) - Anke (2000) - Telitalálat (2000) - Házról házra (2002) - Emelt fővel (2004) - Torta (2004) - Doktor House (2005) - Osztályalsó (2005) - Mindenki utálja Christ (2005) - Törtetők (2006) - Drót (2006) - A boldogság nyomában (2006) - Spanok (2007) - Valentin nap (2010) - Döglött akták (2010) - Vasember 2 (2010) - Marmaduke – A kutyakomédia (2010) - Fire it up – Fel a tűzzel (2012) |  |

## Díjai és kitüntetései
- Grammy-díj a legjobb vokális popduó vagy -együttes teljesítményért (1983)
- A Brit Birodalom Rendje (OBE) 2008
- Goldene Kamera zenei életműdíj 2013